# Go to Church
«Go to Church» (del inglés: Ve a la iglesia) es el segundo sencillo oficial del álbum de Ice Cube Laugh Now, Cry Later. Cuenta con la colaboración de Snoop Dogg y Lil Jon. Fue producida por Lil Jon y se lanzó un video musical para la canción. En la versión editada de la canción, Ice Cube en vez de decir "mothafucka," dice "mothamotha".

## Video musical
El video musical muestra a Lil Jon tocando un órgano eléctrico y a Ice Cube con Snoop Dogg andando en bicicletas lowrider. Fue dirigido por Marcus Raboy. Algunas de las letras en el coro, por ejemplo, "mothafucka", con borradas completamente. Coolio, Don "Magic" Juan, The Clipse, Bubba Sparxxx, WC, Ying Yang Twins y DJ Crazy Toones hacen apariciones. La primera vez en que se emitió el video fue en Making the Video una semana después del lanzamiento del CD.

## Posición en las listas musicales
| Lista                              | Mejor posición |
| ---------------------------------- | -------------- |
| Billboard Hot 100 (Bubbling Under) | # 121          |
| Hot R&B/Hip-Hop Songs              | # 67           |
| Radio & Records Airplay - Urban    | # 50           |
| Radio & Records Airplay - Rhythmic | # 35           |
| Israel Top 20 Hip Hop Chart        | # 16           |

- Datos: Q3304400